# Neponset River
Der Neponset River ist ein Fluss im östlichen Teil des US-Bundesstaats Massachusetts.
Er entspringt im Neponset Reservoir in Foxborough in der Nähe des Gillette Stadium. Von dort mäandert er in nordöstlicher Richtung für ca. 29 mi (47 km) bis zu seiner Mündung bei Dorchester Bay zwischen Quincy und Dorchester in Boston.
Das Einzugsgebiet des Flusses umfasst ein Gebiet von etwa 130 mi² (337 km²). Dazu zählen Grundwasser führende Schichten, Feuchtgebiete, kleinere Flüsse und höher gelegene Bereiche. Das Einzugsgebiet umfasst auch Teile der Städte Stoughton, Medfield, Dover und Randolph. Insgesamt leben etwa 250.000 Menschen im Einzugsgebiet des Neponset River.

## Geographie

### Verlauf
Der Neponset River bildet die südliche Grenze von Boston und verläuft durch die Stadtteile Readville, Hyde Park, Mattapan und Dorchester. Nördlich begrenzt er die Stadt Quincy. In seinem Verlauf kommt er an den Städten Foxborough, Walpole, Sharon, Norwood, Canton, Westwood, Dedham und Milton vorbei.

### Nebenflüsse
Ein Nebenfluss des Neponset River ist der Canton River in Canton, der unter dem Canton Viaduct hindurch fließt.

## Geschichte
Die Wamsutta site (19-NF-70) am Neponset ist Paläoindianern zuzuweisen. Sie wurde auf (10.210 ± 60 BP) datiert.
Die Aufzeichnungen beginnen im Jahr 1619, als der Handel mit Wolle von den Briten auf Thompson's Island begonnen wurde und die Indianer den Fluss dazu nutzen, ihre Felle zum Verkauf anzubieten.
Der Oberlauf des Neponset River bei Foxborough, Walpole und Norwood fällt auf einer Länge von 12 mi (19 km) um 228 ft (69 m) ab, so dass die ersten Jahre der Industriellen Revolution den Fluss berühmt machten. Bereits Jahr 1635 errichtete Israel Stoughton für seine Getreidemühle den ersten Staudamm auf dem Neponset River. Dies war zum erst der zweite Damm in der gesamten Neuen Welt. 1640 eröffnete die Schiffswerft Gulliver's Creek, und 1673 errichtete John Trescott ein Sägewerk auf dem Fluss. Die Strömung des Neponset River versorgte also die landesweit erste Getreidemühle, dazu eine Schwarzpulverfabrik, eine Papiermühle sowie die Revere Copper Company mit Energie.
Im Jahr 1765 eröffneten Dr. James Baker und der irische Immigrant John Hannon eine Schokoladenfabrik im Bezirk Lower Mills im späteren Bostoner Stadtteil Dorchester, die später als Baker’s Chocolate bekannt wurde. 1770 erreichten die Warenhäuser von Daniel Vose in Lower Mills den Höhepunkt ihres Bestehens. Der Schiffbau und die kommerzielle Schifffahrt waren die bedeutendsten Industrien im Mündungsgebiet. Im Jahr 1773 errichtete George Clark eine Papiermühle auf den Überresten von Trescotts Sägewerk, die 1836 zur Tileston and Hollingsworth Paper Mill wurde. 1826 wurde der Fluss zur Endstation der Granite Railway, der ersten kommerziellen Eisenbahn in den Vereinigten Staaten. Der Neponset River war maßgeblich für die Gründung und Entwicklung der Stadt Walpole verantwortlich.

## Umwelt
Nach einer umfassenden Sanierung ist der Neponset River mittlerweile sauberer als noch vor 20 Jahren. Zurzeit hindern noch zwei Staudämme die Fische daran, den Fluss hinauf zu schwimmen, es besteht jedoch der öffentliche Druck, diese zu entfernen. Der Fluss und sein gesamtes Einzugsgebiet werden zunehmend geschützt und als Erholungsgebiete zum Wohl der Anwohner ausgebaut. Viele Empfehlungen des Lower Neponset River Reservation Master Plan aus dem Jahr 1966 wurden umgesetzt, darunter die Renaturierung von ehemals aufgefüllten Flächen. So wurden 66 Acre (267.093 m²) Land für die Errichtung des Pope John Paul II Park Reservation bereitgestellt, der 2001 eröffnete. Am Squantum Point in Quincy wurde die 28 Acre (101.172 m²) umfassende erste Bauphase des Squantum Point Park auf einem ehemaligen Flugplatz der U.S. Navy im Frühjahr 2001 abgeschlossen. 2003 eröffneten 4 km des Lower Neponset River Trail.